# 악의 축 (우주론)
"악의 축"(Axis of Evil)은 우주 마이크로파 배경 관측에서의 변칙적 현상에 붙여진 이름으로, 이 변칙에 따르면 태양계의 궤도면에 특별한 지위가 부여되어 코페르니쿠스 원리를 위반하게 된다.

## 문제 개요
우주 마이크로파 배경 복사(CMB)는 우주 전체 규모로 지구의 위치나 움직임이 특수성을 가지는지를 알아내는 도구로서 사용할 수 있다. WMAP과 플랑크 탐사선의 관측 결과, 예상하지 못한 이방성이 주목을 받았는데, 우주의 맨 끝에서 발생한 우주 마이크로파 배경의 모습이 전혀 상관이 없을 황도면을 기준으로 차이가 난다는 것으로, 구체적으로는 황도면의 위쪽이 아래쪽보다 약간 더 차가우며, 사중극과 팔중극이 몇 도 차이가 나지 않게 황도면에 정렬되어 있다.
로렌스 크라우스는 2006년 Edge.org에서 이 문제에 대하여 언급하였다.
하지만 CMB 지도를 보시면 관측된 구조가, 이상하게, 태양을 도는 지구의 평면과 관련성이 있습니다. 이게 코페르니쿠스가 돌아와서 우리를 겁주는 걸까요? 이거 참 미쳤습니다. 우리는 우주 전체를 보는 것이란 말입니다. 지구가 태양을 도는 운동과 우주의 구조가 연관이 있을 리가 없습니다. 우리가 정말 우주의 중심이라는 말밖에 되지 않으니까요.

## 전개
2005년의 한 연구에서, 비록 이후 수치를 잘못 계산하였음이 밝혀졌지만, 이 변칙적 현상에 처음 "악의 축"이라는 이름을 붙였다. 2013년 발표한 플랑크 위성의 자료에서 비등방성은 더 크게 나타났다. 2020년 6월에는 다른 방법을 사용하여 같은 결과를 얻은 연구 결과가 발표되었다.
CMB 비등방성에 대한 연구로는 수냐에프-젤도비치 효과를 사용하거나, 비동질 우주 모델을 통해 설명하거나, 지역에 국한된 현상으로 보는 것이 있다. 일부에서는 플랑크 위성의 측광이 방향에 따라 크게 달라질 수 있어 관측의 편향으로 생긴 겉보기 편향이라고 주장한다. 또한, 단순한 우연일 가능성도 있다. WMAP의 대표 과학자 찰스 L. 베넷은 심리적인 요인이 작용하며, "사람들은 특이한 것을 찾고 싶어한다"고 하였다.
우주 마이크로파 배경의 변칙적 현상에 대한 정설은 없으며, 통계적인 중요성은 아직 분명하지 않다. 2014년 연구에서는 변칙 현상이 통계적으로 유의미하지 않다고 발표하였고, 2016년 연구에서는 WMAP과 플랑크의 자료를 이용해 등방 및 비등방 우주를 비교하였는데, 우주가 비등방하다는 증거를 찾지 못하였다.

## 같이 보기
- 코페르니쿠스 원리
- 우주 마이크로파 배경
- 물리학의 미해결 문제 목록